# 2019-es brit parlamenti választás
A 2019-es brit parlamenti választásokra 2019. december 12-én került sor. Ezen a napon az Egyesült Királyság lakói megválasztották a kétkamarás brit parlament alsóházának (angolul: House of Commons) tagjait, szám szerint 650 egyéni képviselőt. A választást a Konzervatív Párt nyerte meg, amely 365 képviselői helyet, és ezzel abszolút többséget szerzett a törvényhozásban. A választás következményeként hatalmon maradt Boris Johnson miniszterelnök.

## Előrehozott választás

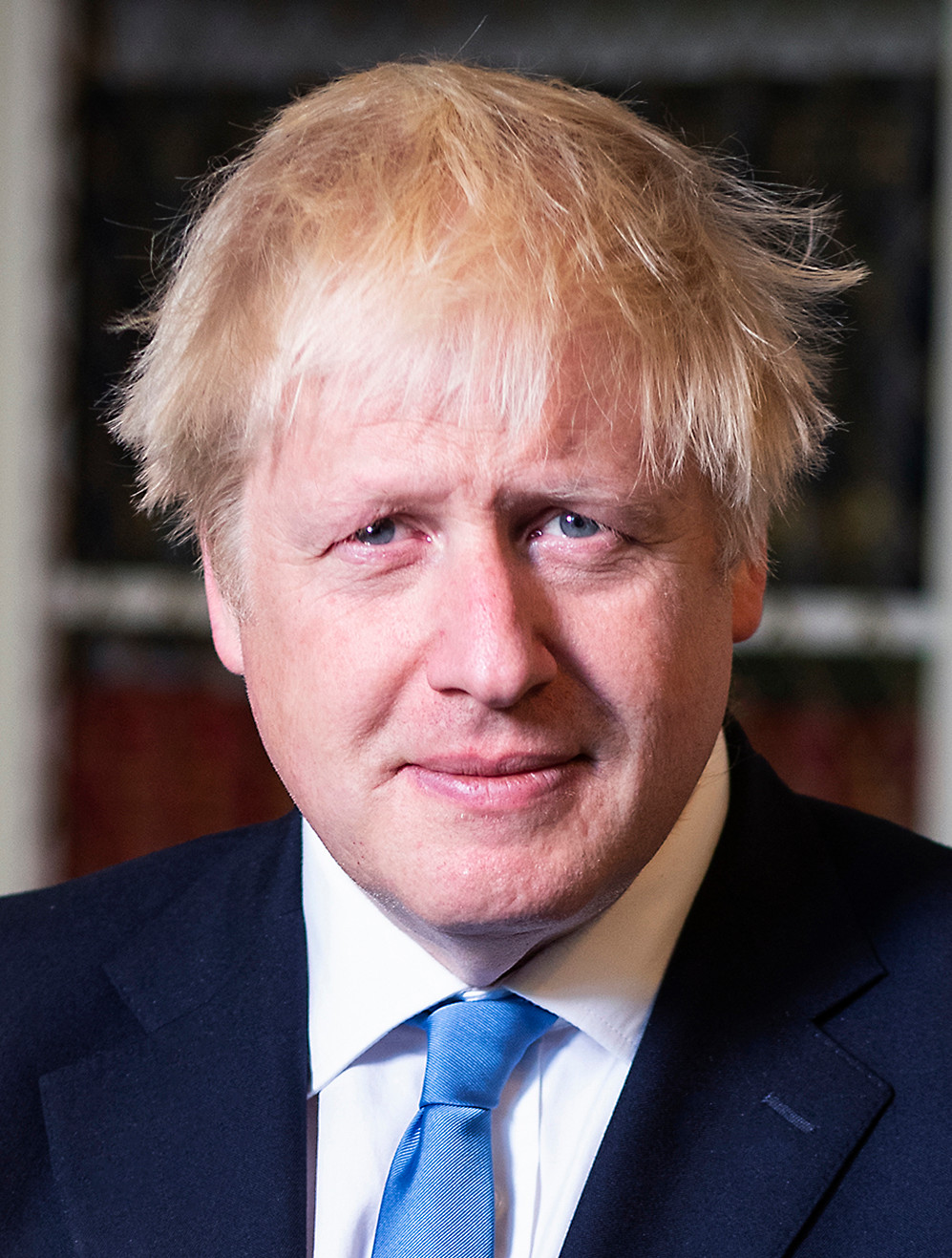
Boris Johnson miniszterelnök

A parlament mandátumát szabályzó 2011-es Fixed-term Parliaments Act szerint az általános választásokat ötévenként, május első csütörtökén kell tartani. Mivel a legutóbbi parlamenti választás 2017. június 8-án volt, a következő választás napja a törvény szerint 2022. május 5. lett volna. A rendelkezések szerint azonban előrehozott választást kell tartani, ha a parlament bizalmatlansági indítvány útján leváltja a kormányt, és két héten belül nem sikerül új kormányt alakítani, vagy pedig ha a parlament kétharmados többséggel idő előtti választás kiírásáról dönt. A 2019-es előrehozott választásra az utóbbi okból kerül sor: Boris Johnson miniszterelnök javaslatára a képviselőház 2019. október 29-én, 438-20 arányban úgy döntött, hogy 2019. december 12-re írja ki a következő általános választást.
Az előrehozott választás hátterében az állt, hogy az ország a  2016-os Brexit-népszavazás nyomán távozni készült az Európai Unióból. A konzervatív kormány (előbb Theresa May, később Boris Johnson vezetésével) többször is megállapodott az EU-val a kiválás feltételeiről és az Egyesült Királyság és az Európai Unió közti jövőbeli kapcsolat kereteiről, de a brit parlament a 2017-es választás után kialakult összetételében többszöri próbálkozás után sem fogadta el a megállapodást. Abban ugyanakkor egyetértett a képviselők többsége, hogy az országnak megállapodás nélkül nem szabad kiválnia az EU-ból, mert félő volt, hogy ennek súlyos gazdasági következményei lennének. Ezt a patthelyzetet kívánta a miniszterelnök feloldani a választások kiírásával. A főbb politikai pártok különböző Brexit-opciókat kínáltak a választóknak.

## Választójog
A választáson az a személy szavazhatott, aki 18. életévét betöltötte, az Egyesült Királyságban lakott, és a Nemzetközösség vagy Írország állampolgára volt.

## A választáson részt vevő főbb pártok

### Konzervatív Párt
A Konzervatív Párt volt a választás idején az ország kormányzó pártja, mert bár nem volt abszolút többsége a képviselőházban, 314 mandátummal ez volt a legerősebb párt. Vezetője Boris Johnson miniszterelnök volt.
A párt fő választási célkitűzése az volt, hogy abszolút többséget szerezzen, és így meglegyen a politikai ereje ahhoz, hogy a parlamenttel elfogadtassa az EU-val kötött Brexit-megállapodást, és az ország 2020. január 31-ig elhagyja az Európai Uniót. A párt következő célja az volt, hogy 2020 végéig az Egyesült Királyság szabadkereskedelmi megállapodást kössön az EU-val, majd az Egyesült Államokkal és más országokkal is. A középtávú célkitűzés az voly, hogy három év múlva az Egyesült Királyság külkereskedelmének 80 százaléka az új kereskedelmi megállapodások keretei között folyjon. A párt programja szerint meg kívánta reformálni a bevándorlási rendszert, elsőbbséget adva a hiányszakmákban dolgozóknak. Az adókat nem készültek emelni, de a költségvetési deficit megnövelése árán fejleszteni kívánták az egészségügyi és az oktatási szektort.

### Munkáspárt

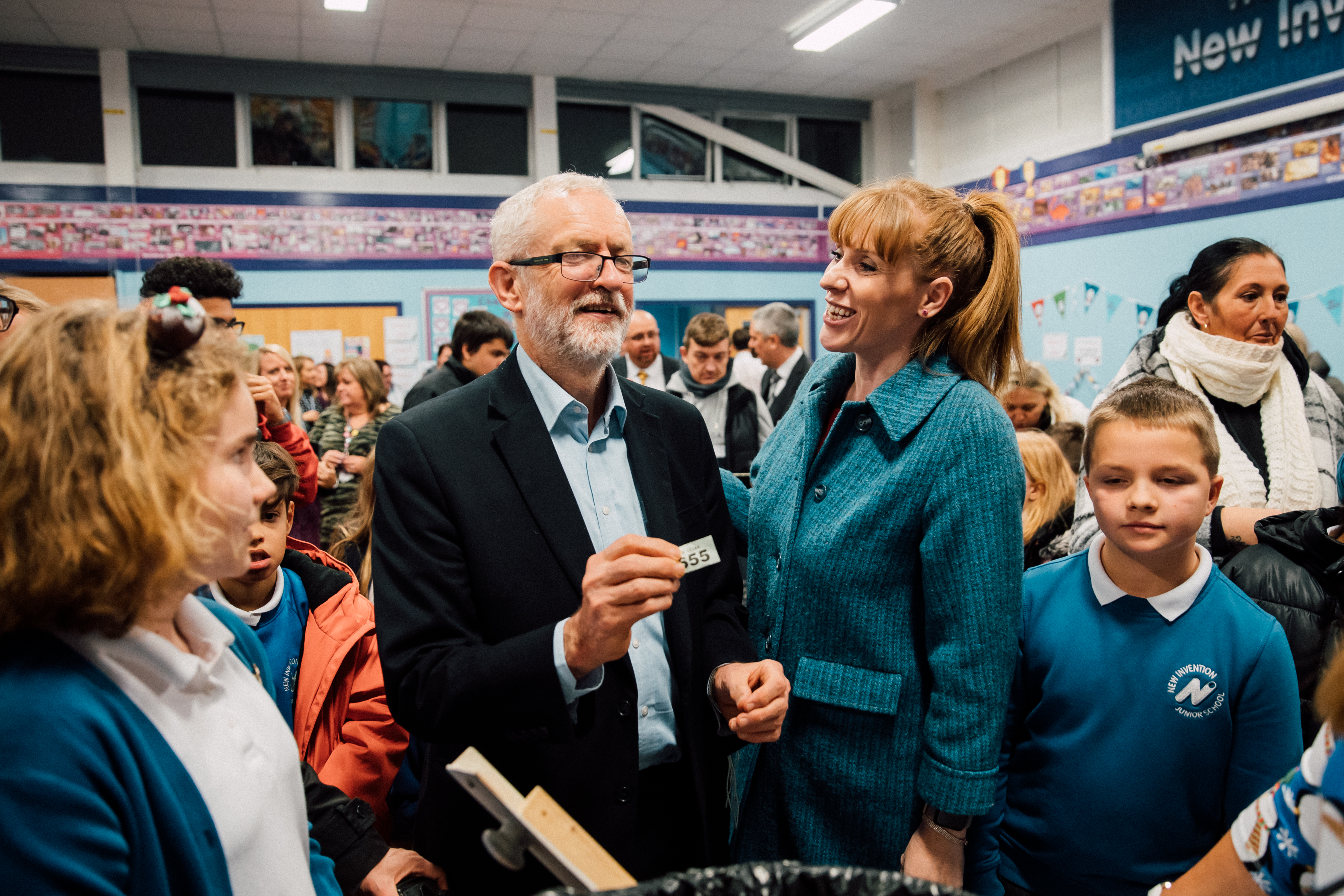
Jeremy Corbyn egy kampányeseményen

A Munkáspárt vezetője Jeremy Corbyn volt. A párt azt ígérte, győzelme esetén a munkáspárti kormány új megállapodást köt az EU-val, majd népszavazást rendez, ahol a szavazók választhatnak a megállapodás elfogadása és az EU-ban maradás között. A Munkáspárt ezen kívül  a főbb közművek és a vasút államosítását, valamint ingyenes szélessávú internet-hozzáférést ígért. A tervük az volt, hogy növelik az egészségügyi beruházásokat és eltörlik az egyetemi tandíjakat. Az ambiciózus programot adóemelésekből tervezték fedezni.

### Liberális Demokraták
A Liberális Demokraták vezetője Jo Swinson volt. A párt ellenezte a Brexitet, és azt ígérte, ha hatalomra kerülnek, leállítják a kilépési folyamatot. Gazdasági programjukban egy százalékpontos jövedelem- és társaságiadó-emelés mellett 130 milliárd fontos infrastruktúra-beruházást terveztek.

### Skót Nemzeti Párt
A Skót Nemzeti Párt vezetője Nicola Sturgeon volt. Programjuk elemei között a Brexit-ellenesség és egy második függetlenségi népszavazás megtartása szerepelt. Hangsúlyozta a klímaváltozás elleni küzdelem fontosságát, és azt, hogy több pénzt fektessenek az egészségügybe.

## Eredmények
A választást a Konzervatív Párt nyerte meg. A párt 365 parlamenti mandátumot nyert el, 47-tel többet, mint a megelőző, 2017-es választáson. A leadott szavazatok 43,6 százalékával a párt a mandátumok 56,2 százalékát szerezte meg, és így abszolút többségre tett szert. Az ország vezetője Boris Johnson maradt.
A Munkáspárt 59 parlamenti helyet vesztett, és így bár 203 mandátummal a legerősebb ellenzéki párt maradt, pozíciója jelentősen meggyengült. Jeremy Corbyn, a párt miniszterelnök-jelöltje megtartotta ugyan képviselői mandátumát, de a nagy arányú vereség nyomán bejelentette, egy rövid átmeneti időszak után lemond a pártvezetői tisztségéről.
A Skót Nemzeti Párt 48 mandátumot szerzett, 13-mal növelve a parlamenti képviselőinek számát. Ezzel a második legerősebb ellenzéki párt maradt a Munkáspárt mögött. A Liberális Demokraták az eddigi 12 helyett csak 11 mandátumot szereztek, és vezetőjük, Jo Swinson nem jutott be a parlamentbe, ezért lemondott pártelnöki tisztjéről. Érdekesség, hogy a Liberális Demokratákra közel háromszor annyian szavaztak, mint a Skót Nemzeti Pártra, az SNP mégis több mint négyszer annyi mandátumot szerzett, mint az LD, amely kevesebb mint 1000 szavazattal veszített hat választókerületben. Az északír Demokratikus Unionista Párt, a konzervatívok korábbi koalíciós partnere az eddigi 10 helyett 8 képviselőt szerzett; legfőbb ellenfelük, a Sinn Féin 7, a walesi Plaid Cymru 4 mandátumot szerzett. További három kis párt összesen négy mandátumon osztozott.

## Választási térképek

Az egyes egyéni választókerületekben nyertes jelöltek pártjai (kartogram)

Az egyes egyéni választókerületekben nyertes jelöltek pártjai

Az egyes egyéni választókerületek közül hol történt változás a 2017-es eredményhez képest (a szín az új győztes pártját jelöli)

| Konzervatív Párt Munkáspárt Skót Nemzeti Párt Liberális Demokraták Demokratikus Unionista Párt | Sinn Féin Plaid Cymru Zöld Párt Észak-Írország Szövetségi Pártja A brit Képviselőház elnöke |